# 赤田瑳一

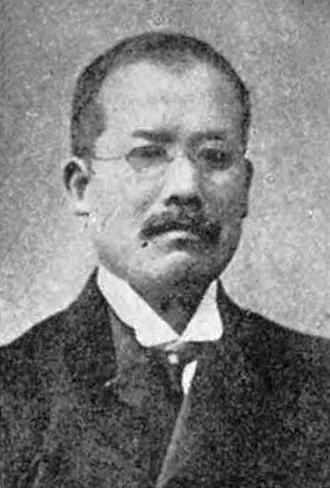
赤田瑳一

赤田 瑳一（あかた さいち、1866年5月20日〈慶応2年4月6日〉 - 1935年〈昭和10年〉8月31日）は、日本の政治家、地家主。衆議院議員（立憲政友会→政友本党）。大阪市会議員。族籍は大阪府平民。

## 経歴
摂津国東成郡天王寺村（現・大阪府大阪市）で代々農業を営む家に生まれる。赤田太兵衛の長男。2歳で父を亡くし、母の手で育てられた。
その後、河内国高安郡（現・大阪府八尾市）の叔父の元に移り17歳まで過ごした。八尾町の田中祐篤の塾生となり国史・漢籍を学ぶ。のち塾を脱し伊予の松山に赴き同地の豫章館に入り、国史・漢籍を修める。病気となり帰阪して療養の傍ら家政を整理する。
天王寺村の戸長・橋本善右衛門が赤田を迎え、役場用掛とする。天王寺村長、大阪市会議員、同参事会員などを歴任した。
1920年（大正9年）5月、第14回衆議院議員総選挙（大阪府第4区、立憲政友会）で当選し、その後、政友本党に所属し衆議院議員に1期在任した。

## 人物
漢学・数学を学んだ。大阪市政界では予選派の謀将として牛耳を執る。酒豪である。家主である。
趣味は囲碁。宗教は融通念仏宗。住所は大阪市南区天王寺大通、天王寺区大道3丁目。

## 家族・親族
赤田家
- 父・太兵衛（大阪平民）[6]
- 妻・ヤエ（1869年 - ?、大阪、佐谷駒次郎の妹[3]、佐谷助次郎の妹[6]）
- 三男・隆吉[3]（1889年 - ?）[6]
  - 同妻[6]
- 娘[6]
- 孫[3]